# Martin Murtfeld
Martin Murtfeld (* 12. Januar 1935 in Frankfurt am Main) ist ein deutscher Banker und Förderer internationalen Kulturaustauschs.

## Werdegang
Sein Studium der Volkswirtschaftslehre, Bankbetriebslehre, Finanzwissenschaft und Statistik an der Goethe-Universität Frankfurt am Main schloss Murtfeld mit den Examen als Diplom-Volkswirt und Dr. rer. pol. ab. Ein post-graduiertes Studium absolvierte er am Institut des Sciences Politiques, Paris.
1961 trat er in die Kreditanstalt für Wiederaufbau, Frankfurt am Main ein und widmete sich Zahlungsbilanz- und langfristigen Entwicklungskrediten nach Südeuropa, Südostasien und Lateinamerika. Er beriet bei der Gründung von Förderbanken, u. a. in Singapur, und war Mitglied von Regierungsdelegationen sowie des Interministeriellen Kapitalhilfeausschusses, Bonn.
1971 wechselte Murtfeld in die Zentrale der Deutschen Bank, Frankfurt am Main. Als Mitglied der Geschäftsleitung für das kommerzielle Auslandsgeschäft des Konzerns verantwortete Murtfeld das Konzerngeschäft mit dem Nahen Osten, Afrika und Lateinamerika. Später kamen Risikomanagement, Financial Institutions sowie Länderrisiken weltweit hinzu. 1982 wurde Murtfeld Mitglied der International Advisory Group zur Schuldenregelung Mexikos, sodann Brasiliens und führte 1991/92 den Vorsitz des „London Club“ für Bulgarien. Ferner war er Mitglied in Ausschüssen bei der UNO, beim IIF, Washington D.C., der Internationalen Handelskammer Paris sowie Sachverständiger beim Interministeriellen Ausschuss für Kapitalanlagegarantien, Bonn. Er gehörte den Boards of Directors von Londoner Joint-Venture-Banken für Brasilien, Mexiko und Saudi-Arabien sowie eines Aktienfonds für Mexiko an.
Murtfeld wurde als Kandidat der Bundesregierung ab 1995 zum First Vice Governor der Council of Europe Development Bank, Paris, gewählt. Er führte eine grundlegende Neuorientierung von Aktiv- und Passivgeschäft, Treasury sowie Risk Management und Revision durch. Ziel war, die Reputation der Bank in der internationalen Financial Community und bei den Ratingagenturen (Triple AAA) zu festigen.
Seit 2002 erfolgten Beratungen auf Initiative internationaler Institutionen über Corporate Governance (China) und Systemfragen der Wohnungsbaufinanzierung (Serbien und Ukraine). Als Lehrbeauftragter am Institut für Bank- und Finanzwirtschaft der Freien Universität Berlin lehrte Murtfeld „Rating“ (WS 2002/3) und „Bankbetriebliche Aspekte Internationaler Finanzinstitutionen“ WS 2004/5). Seine Vorträge behandeln Fragen der Finanzmärkte und der Real Estate Finance sowie der europäischen Integration.

## Auszeichnungen
- 1972 Comendador, Orden de San Carlos
- 1975 Oficial, Ordem de Rio Branco
- 1999 Chevalier de la Légion d’honneur
- 2001 Bundesverdienstkreuz 1. Klasse

## Veröffentlichungen (Auszug)
- Interessante Märkte für den Anlagen-Export. KfW in Lateinamerika. In: Übersee-Rundschau. 23. Jahrgang, Heft 1/2, 1971
- Strategien im internationalen kommerziellen Geschäft. In: Die Bank. 1987
- Die Zusammenarbeit der Weltbank mit Geschäftsbanken. In: 'Die Weltbank. Deutsche Gesellschaft für die Vereinten Nationen.' Berlin 1988, ISBN 3-927192-00-7
- Zur Rolle der privaten Banken im Entschuldungsprozess. In: Internationales Währungssystem und weltwirtschaftliche Entwicklung (= Edition Dräger-Stiftung, Band 12). Nomos Verlag, Baden-Baden 1988, ISBN 3-7890-1651-9
- mit Henry T. Azzam: Förderung ausländischer Direktinvestitionen und regionale Finanzierung in den arabischen Golfstaaten. In: Deutsche Unternehmen in den arabischen Golfstaaten. Schaeffer Verlag, Stuttgart 1990, ISBN 3-8202-0596-9
- Financing Social Projects in Support of Convergence. In: Global Monetary and Economic Convergence. On the occasion of the fiftieth anniversary of the Marshall Plan. Robert Triffin-Szirak Foundation. Ashgate Publishing Ltd. 1998, ISBN 1-84014-541-2
- Corporate Governance Ratings. In: RATINGaktuell. Heft 05/2003, Bank-Verlag, Köln 2003
- Zur Wohnungsbaufinanzierung aus Geschäftsbankensicht. UN-HABITAT und Europäische Bausparkassenvereinigung. Berlin. www.eubv2004.com/.../5_02_Murtfeld_ Statement.pdf
- Gedanken zu „Europa“ – Vortrag in Baden-Baden am 14. April 2014. https://www.wguth.uni-freiburg.de/forschung/data/data/wgsp_dp_2014_01.pdf
- TV-Interview by Mr. Faisal Islam, Economics Editor, Channel 4 News, London, In: The 1 trillion mark note – symbol of Germany’s fears. gesendet 12. November 2011. Zitiert in: Faisal Islam: The Default Line. Head of Zeus Ltd., London 2013, ISBN 9781781854105, S. 298, 312 f.

## Kulturelles Engagement
Martin Murtfeld vertritt ein Leitbild des Universalbankers, der das gesamtwirtschaftliche Wohl und die Kultur seines Handlungsbereichs berücksichtigt. Zusammen mit seiner Ehefrau Margarethe, Sammlerin und ehem. Galeristin, widmete er sich Malern und Musikern aus Brasilien, Zentral- und Osteuropa sowie letzthin aus Frankreich.